# Sally Conway
Sally Conway (* 1. Februar 1987 in Bristol) ist eine ehemalige britische Judoka, die 2016 eine olympische Bronzemedaille gewann.

## Sportliche Karriere
Die 1,67 m große Sally Conway startet seit dem Beginn ihrer Karriere im Mittelgewicht, der Gewichtsklasse bis 70 kg. 2006 gewann sie die Silbermedaille bei den Juniorenweltmeisterschaften, nachdem sie im Finale der Japanerin Haruna Kawashima unterlegen war. 2007 erhielt Conway eine Bronzemedaille bei den U23-Europameisterschaften. Bei den Judo-Weltmeisterschaften 2009 belegte sie den fünften Platz. Nach dem siebten Platz bei den Judo-Europameisterschaften 2012 erreichte sie bei den Olympischen Spielen 2012 den neunten Platz. 
2014 gewann Conway bei den Commonwealth Games in Glasgow eine Bronzemedaille für Schottland. Bei den Judo-Europameisterschaften 2016 belegte sie den fünften Platz. In Rio de Janeiro besiegte sie bei den Olympischen Spielen 2016 die Französin Gévrise Emane und die für Israel kämpfende Linda Bolder. Im Halbfinale unterlag sie der Kolumbianerin Yuri Alvear, im Kampf um Bronze schlug Conway die Österreicherin Bernadette Graf. Bei den Judo-Europameisterschaften 2018 erreichte Sally Conway das Finale und unterlag dort Kim Polling aus den Niederlanden. Im August 2019 erreichte Sally Conway mit einem Sieg über die Schwedin Anna Bernholm das Halbfinale bei den Weltmeisterschaften in Tokio. Nach ihrer Niederlage gegen die Französin Marie-Ève Gahié bezwang sie im Kampf um Bronze Michaela Polleres aus Österreich. 2021 gab sie bekannt, dass ihre Leistungssport-Karriere beendet sei.